# Ghiacciaio Yates
Il ghiacciaio Yates (in inglese Yates Glacier) è un ghiacciaio lungo circa 4,8 km situato sulla costa di Black, nella parte orientale della Terra di Palmer, in Antartide. Il ghiacciaio, il cui punto più alto si trova a circa 690 m s.l.m., è situato in particolare a sud del ghiacciaio Matheson e da qui fluisce in direzione est fino a entrare nell'insenatura di Lehrke, andando ad alimentare la piattaforma glaciale Larsen D.

## Storia
Il ghiacciaio Yates fu scoperto da alcuni membri del Programma Antartico degli Stati Uniti d'America di stanza alla base Est nel 1939-41 durante una ricognizione aerea del dicembre 1940. Nel 1947 il ghiacciaio fu mappato da una squadra formata da membri della spediziona antartica condotta tra il 1947 e il 1948 al comando di Finn Rønne e da membri del British Antarctic Survey, che all'epoca si chiamava ancora Falkland Islands and Dependencies Survey (FIDS). Nel 1976 esso fu quindi così battezzato dal Comitato britannico per i toponimi antartici in onore di J. Yates, ricognitore British Antarctic Survey (BAS) che esplorò l'area circostante a questa formazione.